# Polow da Don
Polow-Freache Jamal Fincher Jones, mer känd under sitt artistnamn Polow da Don, är en amerikansk musikproducent, låtskrivare, rappare och sångare. Han är kusin med sångerskan Monica Arnold.